# 埃爾馬勒

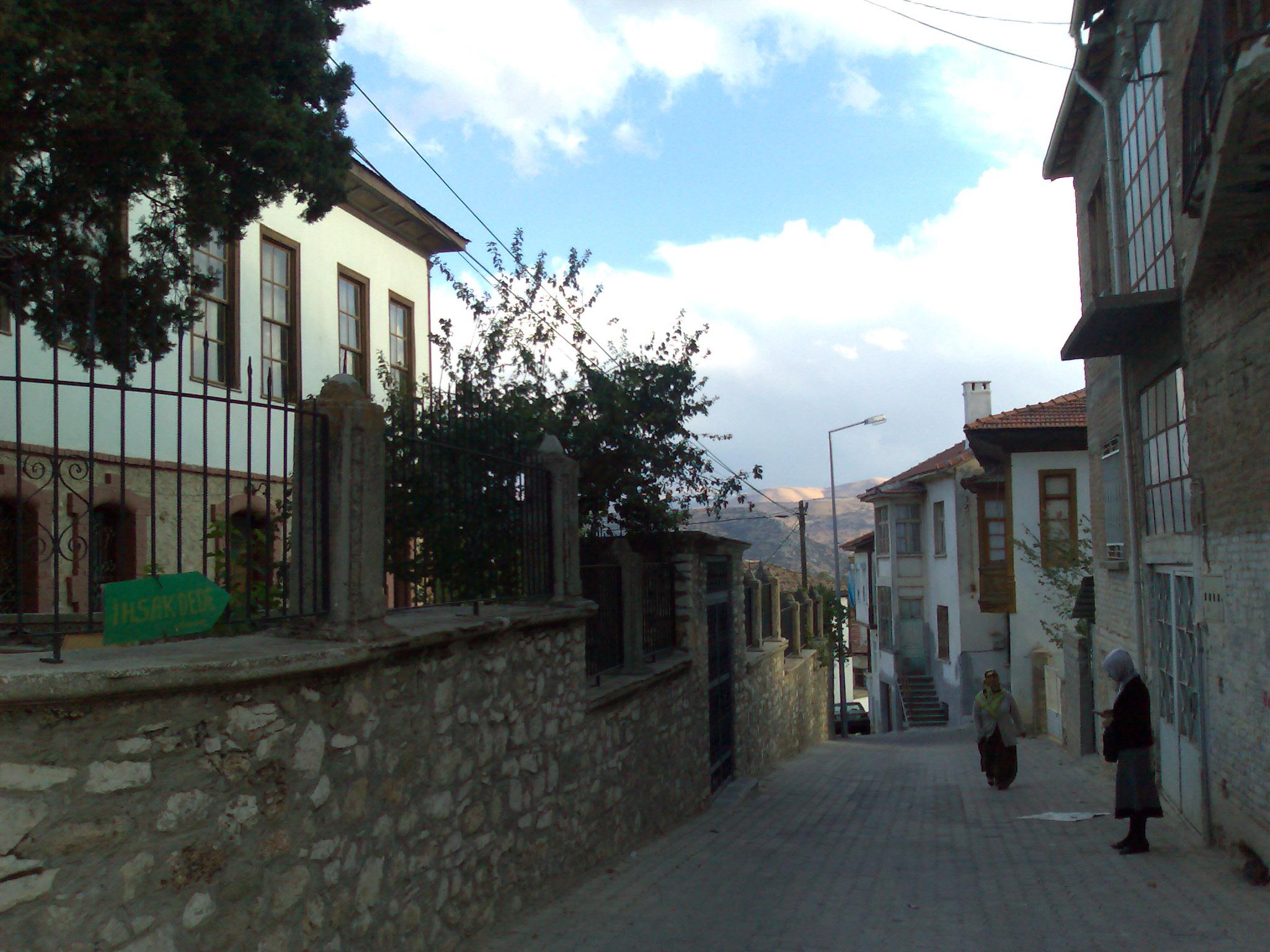
埃爾馬勒街景

埃爾馬勒是土耳其的城鎮，由安塔利亞省負責管轄，位於該國西南部，距離首府安塔利亞110公里，面積1,594平方公里，海拔高度1,100米，2010年人口37,756。

## 外部連結
- Prefecture of Elmalı (also in English) （页面存档备份，存于）
- Elmalı news
- Private site on Elmalı